# 岩永博
岩永 博（いわなが ひろし、1915年6月26日 - 2010年11月9日）は、東洋史学者、法政大学名誉教授。

## 経歴
1915年、広島県生まれ。1939年東京帝国大学文学部西洋史学科を卒業。法政大学助教授となり、教授昇進。1986年に法政大学を定年退任し、名誉教授となった。1963年より公益財団法人中東調査会常務理事を務めた。
2010年11月9日、心不全のため死去。

## 研究内容・業績
中東史が専門。

## 受賞・栄典
- 1988年：勲三等瑞宝章受章[1]。
- 2010年：没後正五位叙勲。

## 著作

### 著書
- 『インド民族史』(東洋民族史叢書) 今日の問題社、1944
- 『中東の近代史』 法政大学出版局、1962
- 『アラビア湾岸首長諸国をめぐる国際関係』 外務省中近東アフリカ局中近東課、1970
- 『中東現代史』(紀伊國屋新書) 1971
- 『ソ連の中東政策』 外務省中近東アフリカ局中近東課、1972
- 『ムハンマド=アリー 近代エジプトの苦悩と曙光と』(Century books 人と歴史シリーズ) 清水書院、1978.6

### 共著
- 『エジプト その国土と市場』 伏見楚代子共著. 科学新聞社出版局、1977.1. 海外市場調査シリーズ
- 『アラビア湾岸諸国 その国土と市場』 伏見楚代子共著. 科学新聞社出版局、1978.4. 海外市場調査シリーズ
- 『イラク その国土と市場』 編著. 科学新聞社出版局, 1979.8. 海外市場調査シリーズ
- 『サウジアラビア その国土と市場』 新版 編著. 科学新聞社出版局、1980.11. 海外市場調査シリーズ
- 『クウェイト その国土と市場』 三木敏夫共著. 科学新聞社出版局、1984.7. 海外市場調査シリーズ
- 『アラブ首長国連邦 その国土と市場』 武藤幸治共著. 科学新聞社出版局、1985.9. 海外市場調査シリーズ
- 『エジプト その国土と市場』 改訂版 野口勝明共著. 科学新聞社出版局、1988.4. 海外市場調査シリーズ

### 翻訳
- バビロン J.G.マッキーン 法政大学出版局、1976. 教養選書
- 現代アラビア 石油王国とその周辺 フレッド・ハリデー 菊地弘、伏見楚代子共訳. 法政大学出版局, 1978.9. りぶらりあ選書
- イラン 独裁と経済発展 フレッド・ハリデー 共訳. 法政大学出版局、1980.9. りぶらりあ選書
- アラブの歴史 フィリップ・K.ヒッティ 講談社学術文庫（上下）、1982-1983
- トプカプ宮殿の光と影 N.M.ペンザー 法政大学出版局、1992.1. りぶらりあ選書
- 秘境アラビア探検史 R.H.キールナン 法政大学出版局、1994 りぶらりあ選書
- サウジ・アラビア王朝史 ジョン・フィルビー 冨塚俊夫共訳. 法政大学出版局、1997.5. りぶらりあ選書
- メフメト二世 トルコの征服王 アンドレ・クロー 佐藤夏生、井上裕子、新川雅子共訳. 法政大学出版局, 1998.6. りぶらりあ選書
- ムガル帝国の興亡 アンドレ・クロー 監訳 杉村裕史訳. 法政大学出版局、2001.3. イスラーム文化叢書